# Geschendorf
Geschendorf er en by og kommune i det nordlige Tyskland, beliggende i Amt Trave-Land under Kreis Segeberg. Kreis Segeberg ligger i den sydøstlige del af delstaten Slesvig-Holsten.

## Geografi
Geschendorf ligger ved motorvejen A 20 mellem Bad Segeberg og Hansestadt Lübeck. Fra 1916 til 1967 havde Geschendorf banegård på Lübeck-Segeberger Jernbane.